# Herlinde Menardi
Herlinde Menardi (* 1949 in Innsbruck) ist eine österreichische Volkskundlerin. Von 2004 bis 2014 war sie Leiterin des Tiroler Volkskunstmuseums.

## Leben
Herlinde Menardi wurde 1949 in Innsbruck in einer Familie mit ladinischen Wurzeln geboren. Nach der Matura arbeitete sie zunächst in einem Reisebüro in Wien sowie in Tirol im väterlichen Fuhrunternehmen in Tirol. Ab 1973 studierte sie berufsbegleitend Volkskunde und Geschichte an der Universität Innsbruck, 1978 wurde sie promoviert. Ab 1980 war sie als  wissenschaftliche Mitarbeiterin im Tiroler Volkskunstmuseum tätig, von 2004 bis zu ihrer Pensionierung 2014 als Leiterin des Museums. Sie initiierte Kooperationen mit wissenschaftlichen Institutionen und Künstlern und verantwortete zahlreiche Sonderausstellungen, die oft über die klassische Volkskunde hinausgingen. Wichtig war ihr der Blick auf das historische Tirol. Menardi verfasste zahlreiche Beiträge zur religiösen Volkskunde und Volkskunst in Tirol, zur Trachtengeschichte, historischen Wohnkultur, zum Kunsthandwerk und zur Krippentradition. Sie war in den wissenschaftlichen Beiräten des Trentiner Volkskundemuseums, des Südtiroler Landesmuseums für Volkskunde und des Stadtmuseums Bozen vertreten.

## Auszeichnungen
- Verdienstkreuz des Landes Tirol
- Ehrenzeichen für Kunst und Kultur der Stadt Innsbruck, 2011[1]
- Ehrenzeichen des Landes Tirol, 2018[2]
- Ehrenzeichen der Universität Innsbruck, 2018[3]

## Veröffentlichungen
- (mit Hans Gschnitzer) Essen und Trinken, Feuer und Licht. Rauchdruck, Innsbruck 1983
- Schätze des Tiroler Volkskunstmuseums. 1: Volkskunst und Kunsthandwerk in Tirol, im Trentino und in den ladinischen Tälern. Haymon, Innsbruck 1992
- Schätze des Tiroler Volkskunstmuseums. 2: Volksfrömmigkeit und Feste in Tirol, im Trentino und in den ladinischen Tälern. Haymon, Innsbruck 1992
- (mit Erich Egg) Das Tiroler Krippenbuch. Die Krippe von den Anfängen bis zur Gegenwart. Tyrolia, Innsbruck 2004